# Astragalus floccosifolius
Astragalus floccosifolius es una especie de planta del género Astragalus, de la familia de las leguminosas, orden Fabales.

## Distribución
Astragalus floccosifolius se distribuye por Kazajistán, Tayikistán, Uzbekistán, Kirguistán, Afganistán y China (Xinjiang).

## Taxonomía
Fue descrita científicamente por Sumnev. Fue publicada en Sist. Zametki Mater. Gerb. Krylova Tomsk. Gosud. Univ. Kuybysheva 9-10: 2.